# Gloeospermum dichotomum
Gloeospermum dichotomum är en violväxtart som beskrevs av Melch.. Gloeospermum dichotomum ingår i släktet Gloeospermum och familjen violväxter. Inga underarter finns listade i Catalogue of Life.